# Fällan (2006)
Fällan är del 22 i Robert Jordans fantasy-bokserie Sagan om Drakens Återkomst (Wheel of Time). På engelska: Knife of Dreams och den kom ut 2006. Den är översatt av Jan Risheden.